# 후쿠야마 자동차 시계 박물관
후쿠야마 자동차 시계 박물관(福山自動車時計博物館)은 일본 히로시마현 후쿠야마시 기타요시즈초에 있는 자동차 및 시계 박물관이다. 기업가이자 자동차 애호가인 노소 다카시(能宗孝, 1943년 ~ )가 1966년부터 수집한 컬렉션을 바탕으로 1989년 7월 4일에 개관하였다.